# 爱德华王子岛省省长
爱德华王子岛省省长（英語：Premier of Prince Edward Island）是加拿大爱德华王子岛省的政府首脑。省长由爱德华王子岛省省督委任，并成为省政府行政会议（Executive Council，即内阁）的主席。
现任省长为羅伯·蘭茨；他于2025年2月21日就任省长。他是代理省长，取代辭職的丹尼斯·金，直至新任愛德華王子島進步保守黨黨魁選出並繼任省长。